# 尼古拉·米卢蒂诺夫
尼古拉·米卢蒂诺夫（1994年12月30日—），塞尔维亚男子篮球运动员，2013年U19世界青年籃球錦標賽银牌得主、2023年国际篮联篮球世界杯银牌得主、2024年夏季奥林匹克运动会男子铜牌得主。